# Pilkovići
Pilkovići (en italien : Pilcovici) est une localité de Croatie située en Istrie, dans la municipalité de Kanfanar, dans le comitat d'Istrie.